# Нуклеарна електрана Моховце
Нуклеарна електрана Моховце се налази у јужном делу Словачке републике, између два града, Нитре и Левице, на месту некадашњег села, Моховце. Електрана тренутно има два реактора типа ВВЕР-440, и још два ректора истог типа су у изградњи. Електрана производи 3000 гигавати часова електричне енергије годишње, што чини 10% од укупне потребе целе Словачке.

## Историја
Први предлог за изградњу нуклеарне електране предложен је 1970. године. Првобитно је требало да се изграде 4 реактора, међутим након изградње прва два реактора 1981. Моховце-1 и 1982. године Моховце-2, због недовољно средстава преостала два реактора нису довршена иако је изградња почела 1985. године.
Године 1995, Словачка влада је донела одлуку да се заврше прва два блока по западним стандардима. Дефинитивно, реактори су завршени 4. јула 1998. године, и Моховце-2 20. децембра 1999. године. Остала два блока су још увек у изградњи и требало би да се заврше до 2012. године.